# Parazitologie

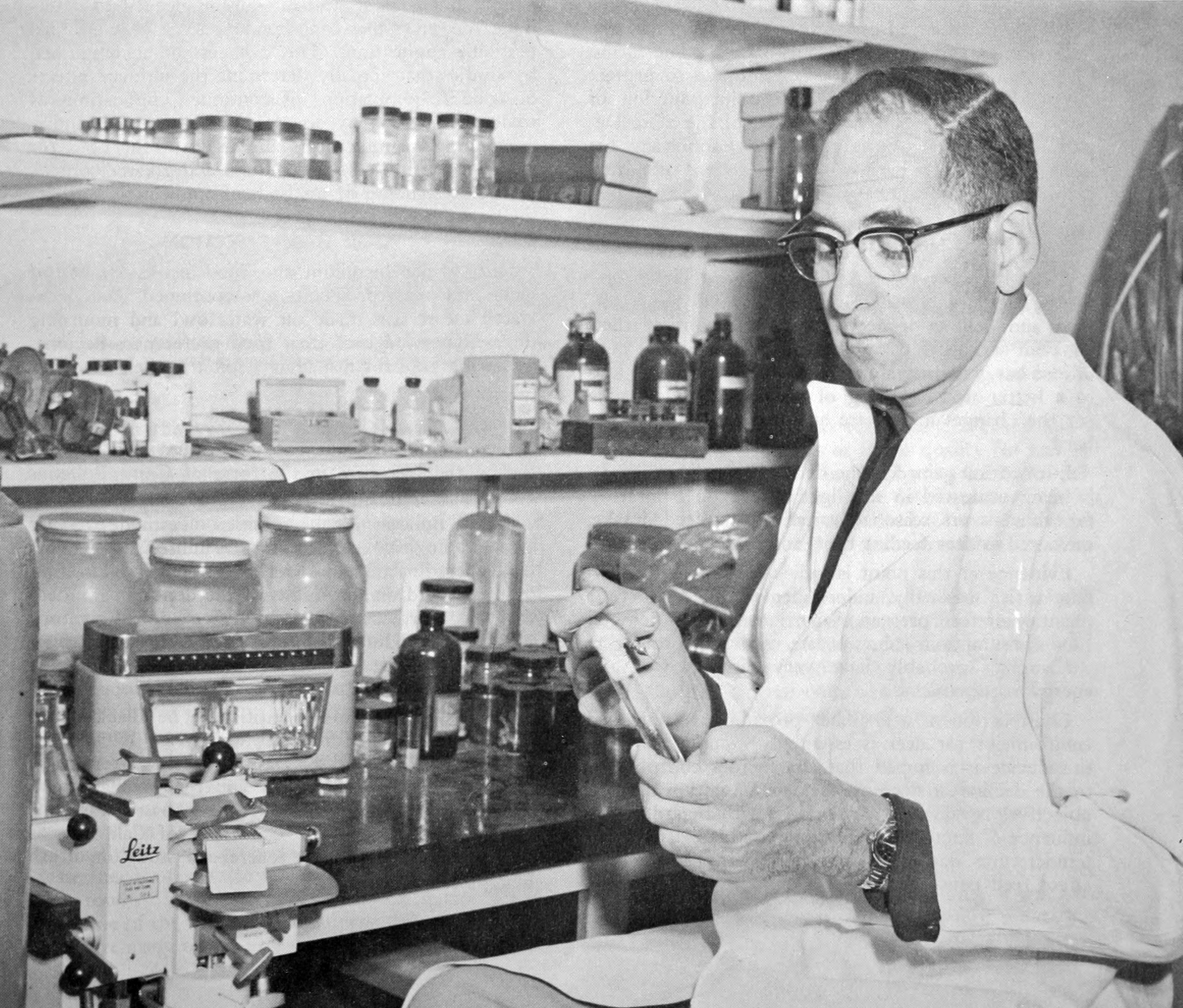

Parazitologia este o  ramură a biologiei (zoologiei nevertebratelor) și medicinei care se ocupă cu studiul complex al paraziților animali și vegetali (protozoare, helminți, ectoparaziți) din punct de vedere morfologic, histologic, ciclul lor de viață, combaterea lor etc. și al relațiilor dintre ei și gazde, precum și cu măsurile de combatere a lor. Parazitologia medicală reprezintă o ramură a medicinii care are ca obiect studiul bolilor parazitare al omului. În unele țări, micologia medicală este considerată o parte integrantă a parazitologie.

## Biliografie
- Elias M.I., Fazakas B., Simionescu Olga, Bornuz M., Dăncescu P., Petcu I. – Parazitologie medicală. Editura Didactică și Pedagogică, București, 1981.
- Ion Gherman – Compendiu de parazitologie clinica, Ed. ALL, Bucuresti, 1993
- Ion Gherman – Parazitologie clinică modernă. Editura Olimp, București, 1997.
- Junie Monica, Sașcă CI – Infecții parazitare umane. Editura Dacia, Cluj-Napoca, 1997.
- Lidia Lazar, Carmen Cretu – Medicina Geografica, Ed. Prokey, Bucuresti, 1992
- Lidia Lazar. Compendiu de parazitologie medicala – Parazitii in Patologia Umana. Editura Universitara “Carol Davila”, Bucuresti, 2006.
- Marx Madeleine – Parazitologie Medicală, vol. I. Editura Sitech, Craiova, 2000.
- Marx Madeleine – Parazitologie Medicală, vol. II. Editura Sitech, Craiova, 2002.
- Niculescu Al. – Patologia și clinica bolilor parazitare. Editura Didactică și Pedagogică, București, 1975.
- Nitzulescu V., Gherman I. – Parazitologie clinică. Editura Medicală, București, 1986.
- Nitzulescu V., Gherman I., Feldioreanu T. – Parazitologie clinică. Edit. Medicală. București. 1964.
- Nitzulescu V., Popescu I. Boli parazitare exotice. Edit. Medicală.-București.1979.
- Rădulescu Simona – Parazitologie medicală. Editura All, București, 2000.
- Roșu Lucica,Carmen Luminita Slavu,Ovidiu Zlatian – Parazitologie si micologie medicala, note de curs, Editura Medicala Universitara, Craiova,2008.
- Simona Radulescu, E. A. Meyer – Parazitologie Medicala, Ed. ALL, Bucuresti, 1992
- Steriu D. – Infecții parazitare umane. Editura Briliant, București, 1999.
- Steriu D. – Infectii parazitare. Editura Ilex, Bucuresti 2003,
- Ungureanu (sub redactia) – Parazitologie, Ed. Medicala, Bucuresti, 1962
- Ungureanu Anca – Parazitologie Medicală. Editura Sitech, Craiova, 2004.
- Ungureanu Anca, Manolescu Mirela – Orientări generale privind agenți parazitari și vectori tropicali. Editura Sitech, Craiova, 2005.
- Virgil Nitzulescu, Ion Gherman. Entomologie medicală. Editura Academiei Române, București 1990
- Insecte vectoare și generatoare de disconfort. Sub redacția Ionela Bîlbîe și Gabriela Nicolescu. Editura Medicală, București 1986
- Octavian Ciolpan. Artropodele, vectori pentru agenții patogeni. Universitatea din București. Editura Ars Docendi, București, 2008
- Ion Gherman. Dicționar de parazitologie. Editura Științifică, București, 1990